# Радой Ралин
Вижте пояснителната страница за други личности с името Радой Ралин.
Радой Ралин (псевдоним на Димитър Стефанов Стоянов) е български писател, поет, сатирик, дисидент, известен с творчество, изтъкващо ценностите на свободата.
Ползва псевдонимите Раликор, Младен Волен, Рали Г. Далилин, Рали К., Димитър Ралин, Ралко, Радойа.

## Биография
Роден е в Сливен на 23 април 1922 г. Дядо му по бащина линия, Димитър Стоянов Куртев, е брат на Таньо Стоянов (Таньо войвода). Баща му е книжар и печатар, собственик на книжарница „Модерно изкуство“. Майка му Кина Стоянова е изключително набожна жена.
Радой завършва гимназия в родния си град през 1941 г., след което записва право в Софийския университет. По това време полицията го следи под кодовото име „Философът“ и регистрира изключването му от училище за четене на леви стихотворения. По-късно комунистическата Държавна сигурност го преследва под псевдонимите „Злобния“ и „Козела“.
През юли – септември 1941 г. заедно с Дучо Мундров и Щ. Скубарев списва и редактира в Сливен нелегалния антифашистки бюлетин „Истината по антисъветската война“. През 1942 г. е арестуван. През 1944 г. за три месеца завежда отдел „Агитация и пропаганда“ в Околийския комитет на Отечествения фронт в Сливен, но поради несъгласие с „революционните“ действия на комунистическото ръководство той заминава доброволец на фронта. Участва във Втората световна война (1944 – 1945).
Член на Съюза на българските писатели, член на БКП.
Редактор (1945 – 1946) в списание „Славяни“. През 1946 – 1949 г. е редактор във вестник „Литературен фронт“. Бригадир в Югославия (1947). През 1949 – 1950 е в Чехословакия да изучава езика и културата на страната. Участва в Младежките фестивали в Букурещ (1953) и в Москва (1957).
През 1950-те години, когато в България джазът се смята за еретично изкуство, Радой Ралин е един от ревностните му поддръжници; заедно с Милчо Левиев създава през 1965 г. формацията „Джаз Фокус“ за озвучаване на късометражните филмчета на сатиричната кинорубрика „Фокус“.
Един от създателите на „Сатиричен театър „Стършел“ (1953) – първият български театър на сатиричната миниатюра, който става средище на антикултовската сатира, където
| „                 | редом с Валери Петров, Борис Априлов, Христо Ганев, Емил Робов, Петър Незнакомов под зоркия режисьорски поглед на Илия Бешков са участвали и младите тогава актьори Нейчо Попов, Лео Конфорти, Ицках Финци, Григор Вачков, Досьо Досев, Леда Тасева, Хиндо Касимов. Художествен ръководител е Стефан Сърчаджиев, проектите на декорите са на Илия Бешков, а музиката към спектакъла „Импровизация“ изпълнява оркестърът на Александър Николов – Сашо Сладура с най-добрите джаз музиканти. Стършеловият сатиричен театър, замислен по подобие на театъра на Ян Верих и Иржи Восковец през 30-те години в Прага, има огромен успех, но след едва двадесетина представления – по решение на ЦК на БКП е закрит. По онова време и смехът, т.е. „Стършел“ е орган на ЦК на БКП. | “ |
| Вихрен Чернокожев | |   |

През 1952 – 1961 г. е редактор във вестник „Стършел“, 1961 – 1963 г. – във вестник „Литературни новини“, 1961 – 1963 г. – в Студията за игрални филми, 1964 – 1966 г. – в Студията за хроникални и документални филми, където създава поредицата късометражни документални киносатири „Фокус“. Редактор в изд. „Български писател“ (1967 – 1968), в Българска кинематография (1976 – 1987), във вестник „Литературен фронт“ (1987 – 1990).
От 1992 г. заедно с Борис Димовски и своя син Кин Стоянов издава за кратко вестник „Щастливец“.
Радой Ралин умира на 21 юли 2004 г. във Военна болница в София.

## Творчество
За първи път печата стихотворение през 1931 г. в детския вестник „Изгрев“ в Сливен, първите му хумористични стихотворения и анекдоти са публикувани през 1939 – 1940 г. във вестник „Бургаски фар“.
Сатиричните творби на Ралин са изключително популярни. Те бранят народното чувство за справедливост, предусещат взривоопасните зони в социалното пространство. Неговите епиграми активизират и обновяват чисто фолклорни формотворчески традиции. Характерна за епиграмното му изкуство е книгата „Люти чушки“, изгорена през 1968 г. в пещите на Полиграфическия комбинат в София, с няколко издания в чужбина на български език. Сатиричното творчество на Радой Ралин преосмисля и актуализира традициите на притчата, пословицата, поговорката, баснята, народната приказка. От фейлетонно-злободневното, анекдотичното (в ранния си хумор) сатирикът стига до философски вглъбената сатира, до сатиричния роман-есе („Кадровикът Теофраст“).
Радой Ралин възражда нетрадиционните за българската сатира кратки жанрови форми – апострофа, афоризма, сатиричната парабола; разширява жанровата територия на съвременната сатира, вътрешновидовото богатство с уникалните си думи-хибриди. Ралин работи активно във всички жанрове на сатиричното изкуство.
Превеждан е на 27 езика (включително и китайски).

## Отличия
- Носител на орден „Червено знаме на труда“ (1973)
- Заслужил деятел на културата (1980)
- Носител на орден „Георги Димитров“ (1983)
- През 2003 г. е удостоен с Национална литературна награда за хумор и сатира „Райко Алексиев“, връчвана от Община Пазарджик за цялостно литературно творчество и принос в областта на хумора и сатирата.[10]

През 1993 г. връща наградата „Добри Чинтулов“, защото е „компрометирана в миналото“. През 1998 г. отказва предложената от президента Петър Стоянов лична пенсия „за заслуги“. Отказва да приеме и финансовото изражение на държавната литературна награда „Христо Г. Данов“ за 2000 г. в размер на 5000 лева. Не приема награда от Народното събрание по случай 24 май, придружена с 2000 лв., както и наградата за цялостно творчество от 11-ия кинофестивал във Варна „Любовта е лудост“ (септември 2003 г.).

## Памет
На негово име е наречен площадът пред бившето кино „Изток“ срещу хотел „Плиска“ в София. На 24 май 2012 г. там е поставена и бронзова фигура на Радой Ралин, дело на приятеля му, скулптора Георги Чапкънов. Статуята в цял ръст и естествени размери е с разперени ръце и открити длани, с което изразява „щедрост на откровенията“. На сутринта, след откриването на паметника, при букетите се появява лист с надпис: „Радой Ралин – будната съвест на народа, при комунистическото Мракобесие“. Често минаващите покрай скулптурата младежи си правят „Здрасти“, като допират ръце, защото тя е с човешки ръст, стъпила без всякакви постаменти направо на плочника.
На него е наименуван връх Радой Ралин на остров Ливингстън в Антарктика.
На 29 април 2022 г. департамент „Нова българистика“ на Нов български университет организира в Столична библиотека в София национална научна конференция по случай 100-годишнината от рождението на Радой Ралин.

## За него
- Божидар Кунчев, „Насаме с Гъливер: Лириката на Радой Ралин“, София: Издателско ателие Аб, 1997, 168 с.
- „Непознатият Радой: Спомени на съвременници по случай 90-годишнината на писателя“. (съставители Йордан Попов, Атанас Цонков). София: Сиела, 2012, 167 с. (ISBN 978-954-28-1107-7)
- Таня Стоянова и Стефан Стоянов, „Радой – смутителят на реда и тоягата на властта“, София: Изток-Запад, 2013, 720 с. (ISBN 978-619-152-194-4)